# 共振器
共振器（きょうしんき）は、タンク回路とも言い、高周波回路の素子の一種で、高周波を一定の空間内（タンク）に閉じ込めるもの。共振器の内部では、共振条件を満たす周波数の電磁波しか存在できない。

## 高周波共振器
- 矩形共振器
- 空洞共振器
- 誘電体共振器
- ヘリカル共振器